# Бадмінтон на літніх Олімпійських іграх 2000
Бадмінтон на літніх Олімпійських іграх 2000:
- Змагання стартували 16 вересня та закінчились 23 вересня 2000 р.
- Кількість учасників: 171 (86 чоловіків та 85 жінок) з 28 країн.
- Наймолодший учасник: Бунсак Понсана з Таїланду (18 років, 208 днів)
- Найстарший учасник: Діана Колєва-Цвєтанова з Болгарії (40 роки, 331 день)
- Змагання проводилися в 5 розрядах: чоловічому, жіночому, парному чоловічому, парному жіночому та змішаному (міксті).
- Найбільша кількість медалей — у Китаю (8).
- Спортсменка з Китаю Гао Лін здобула дві медалі: золоту та бронзову.

## Українські спортсмени на турнірі
Від України на олімпійських змаганнях з бадмінтону у 2000 році брали участь троє спортсменів:
- Владислав Дружченко: 
  - У чоловічому одиночному розряді — 17 місце. Вибув з боротьби, програвши в 1/32 фіналу індійському бадмінтоністу Пуллелі Попічанду.
  - У міксті в парі з Вікторією Євтушенко — 17 місце. Вибули з боротьби, програвши в 1/32 фіналу південнокорейській парі Ха Тхегвон / Чон Джехі.
- Вікторія Євтушенко:
  - У міксті в парі з Владиславом Дружченком — 17 місце. Вибули з боротьби, програвши в 1/32 фіналу південнокорейській парі Ха Тхегвон / Чон Джехі.
  - У жіночому парному розряді в парі з Оленою Ноздрань — 17 місце. Вибули з боротьби, програвши в 1/32 фіналу данській парі Ен Йоргенсен / Метт Чйолдаґер.
- Олена Ноздрань
  - У жіночому парному розряді в парі з Вікторією Євтушенко — 17 місце. Вибули з боротьби, програвши в 1/32 фіналу данській парі Ен Йоргенсен / Метт Чйолдаґер.

## Таблиця медалей
| Місце  | Країна          | Золото | Срібло | Бронза | Загалом |
| ------ | --------------- | ------ | ------ | ------ | ------- |
| 1      | Китай           | 4      | 1      | 3      | 8       |
| 2      | Індонезія       | 1      | 2      | 0      | 3       |
| 3      | Південна Корея  | 0      | 1      | 1      | 2       |
| 4      | Данія           | 0      | 1      | 0      | 1       |
| 5      | Велика Британія | 0      | 0      | 1      | 1       |
| Всього | Всього          | 5      | 5      | 5      | 15      |

## Медалісти
| Турнір                     | Золото                                  | Серебро                                    | Бронза                                    |
| Жінки, одиночний розряд    | Китай · Гун Чжичао                      | Данія · Камілла Мартін                     | Китай · Є Чжаоїн                          |
| Чоловіки, одиночний розряд | Китай · Цзи Сіньпен                     | Індонезія · Хендраван                      | Китай · Ся Сюаньцзе                       |
| Жінки, парний розряд       | Китай · Ге Фей / Гу Цзюнь               | Китай · Хуан Наньян / Ян Вей               | Китай · Гао Лін / Цинь Іюань              |
| Чоловіки, парний розряд    | Індонезія · Тоні Гунаван / Чандра Віява | Південна Корея · Лі Донсу / Ю Йонсон       | Південна Корея · Ха Тхегвон / Кім Донмун  |
| Мікст                      | Китай · Чжан Цзюнь / Гао Лін            | Індонезія · Трі Кушаріанто / Мінарті Тімур | Велика Британія · Сімон Арчер / Джоан Гуд |